# Domenico de’ Marini
Domenico de’ Marini († Februar 1635) war ein römisch-katholischer Bischof von Albenga (1611–1616), Erzbischof von Genua (1616–1635) und Titularpatriarch von Jerusalem (1627–1635).

## Leben
Sein genaues Geburtsdatum, Geburtsort und seine Ausbildung sind in den Quellen nicht erwähnt. Die erste Erwähnung erfolgte als er am 11. April 1611, während des Pontifikats von Papst Paul V., zum Bischof von Albenga ernannt wurde. Die Bischofsweihe erfolgte am 1. Mai 1611 von Marcello Crescenzi, Bischof von Assisi, wobei Virgilio Fiorenzi, Bischof von Nocera Umbra, und Luca Semproni, Bischof von Città di Castello, als Ko-Konsekratoreb fungierten.
Fünf Jahre später, am 18. Juli 1616, erfolgte seine Ernennung zum Erzbischof von Genua.
Vom 1. April 1623 bis 1. Januar 1625 diente er in der Römischen Kurie als Vize-Camerlengo der Apostolischen Kammer.
Am 15. November 1627 wurde er während des Pontifikats von Papst Urban VIII. zum Titularpatriarchen von Jerusalem ernannt. Diesen Titel behielt er bis zu seinem Tod im Februar 1635.
Während seiner Zeit als Bischof war er der Hauptkonsekrator von Giandomenico Spinola, dem Erzbischof von Acerenza und Matera (1630).